# Ararat (Australië)
Ararat is een plaats in het zuidwesten van de Australische deelstaat Victoria. Het is de enige stad in Australië gesticht door Chinese immigranten.
Ararat heeft een oppervlakte van 12,6 km² en telt ongeveer 6890 inwoners en valt bestuurlijk onder Ararat Rural City.

## Geboren
- Shane Kelly (1972), baanwielrenner
- Nicholas Sanderson (1984), wielrenner
- Lucas Hamilton (1996), wielrenner

Ararat ·
Ballarat ·
Benalla ·
Bendigo ·
Geelong ·
Hamilton ·
Horsham ·
Melbourne (hoofdstad) ·
Moe ·
Morwell ·
Mildura ·
Portland ·
Sale ·
Shepparton ·
Swan Hill ·
Traralgon ·
Wangaratta · 
Warrnambool ·
Wodonga